# Yumates nesophila
Yumates nesophila là một loài nhện trong họ Oonopidae.
Loài này thuộc chi Yumates. Yumates nesophila được Ralph Vary Chamberlin miêu tả năm 1924.